# Jonas Kløjgård Jensen
Jonas Kløjgård Jensen (født 1996), er en dansk atlet medlem af Aarhus 1900. Han var frem til 2010 medlem af SAK77 i Silkeborg.
Den 197 centimeter høje Kløjgård vandt junior-EM 2015, der blev afholdt i den svenske by Eskilstuna, han forbedrede sin hidtidige personlige rekord med tre centimeter till 2,23 .Han vandt foran polakken Dawid Wawrzyniak, der klarede samme højde som danskeren, men som havde flere nedrivninger. I de sidste 20 år er Janick Klausen den eneste dansker, som har sprunget højere og Kløjgård er blandt de fem bedste danskere gennem tiderne. Han trænes af Thomas Cortebeeck.

I 2019 besluttede Jonas sig for at indstille sin højdespringskarriere. I dag arbejder han som partner og Paid Media Specialist i webbureauet Difento

## Personlig rekord
- Højdespring-udendørs:: 2,23 Eskilstuna, Sverige 18. juli 2015
- Højdespring-indendørs: 2,17 Marselisborghallen, Aarhus 12. februar 2015[2]

## Resultatudvikling
- 2018 : 2,26
- 2015 (19): 2,23
- 2014 (18): 2,13
- 2013 (17): 2,10
- 2012 (16): 1,92
- 2011 (15): 1,82
- 2010 [14): 1,81
- 2009 (13): 1,70i
- 2008 (12): 1,48i
- 2007 (11): 1,40
- 2006 (10): 1,30
- 2005 (9): 1,05i